# Reagan (efternamn)
Reagan är ett irländskt efternamn och kan bland annat syfta på någon av medlemmarna i en amerikansk presidentfamilj:
- Ronald Reagan, USA:s 40:e president
- Nancy Reagan, hans fru
- Maureen Reagan, Ronald Reagans dotter från det första äktenskapet med Jane Wyman
- Michael Reagan, presidentparets son, TV-programvärd
- Patricia Ann Reagan, presidentparets dotter, men känd som Patti Davis
- Ron Reagan, presidentparets son, journalist